# Ágar sangue
Ágar sangue é um meio de cultura diferencial e não seletivo, rico em nutrientes, utilizado para isolamento de microorganismos não fastidiosos, prova de satelitismo e verificação de hemólise de Streptococcus spp. e Staphylococcus spp. em cultivo primário. Possui coloração vermelha escura e opaca.